# Todiramphus nigrocyaneus
Todiramphus nigrocyaneus là một loài chim trong họ Alcedinidae.
Loài chim này được tìm thấy ở New Guinea và các đảo ngoài khơi Salawati, Batanta và Yapen. Loài này được coi là hiếm (mặc dù nó có thể phổ biến hơn ở Papua) và giảm dần với các mối đe dọa khi khai thác rừng đầm lầy vùng thấp và chất lượng nước giảm.